# Оселедцеві акули
Оселедцеві акули (Lamnidae) — родина акул ряду ламноподібних (Lamniformes). Акули великого розміру, досить спритні, поширені по усіх океанах.
Акули мають видовжений ніс, веретеноподібне тіло і великі зяброві отвори. Перший спинний плавець великий, високий, жорсткий та загострений, іноді закруглений. Другий спинний плавець і анальний плавець — маленькі. Хвостове стебло несе пару слабо виражений кілів. Зуби величезні. П'ятий зябровий отвір попереду від грудних плавців, дихальця іноді відсутні. Дуже масивні акули, важать подеколи значно більші, ніж представники інших родин, аналогічні за розмірами. Більшість характеризуються як одні з найшвидших плавців, за винятком масивного Carcharodon, який плаває повільно завдяки гігантським розмірам.

## Систематика
Родина містить п'ять сучасних видів у трьох родах та низку викопних форм:
- Рід †Carchariolamna Hora, 1939
  - †Carchariolamna heroni Hora, 1939
- Рід Carcharodon Smith, 1838
  - Carcharodon carcharias (Linnaeus, 1758)
  - †Carcharodon caifassii Lawley, 1876
  - †Carcharodon hubbelli Ehret, Macfadden, Jones, Devries, Foster & Salas-Gismondi, 2012
- Рід †Corax Agassiz 1843
- Рід † Cosmopolitodus Glikman, 1964
  - †Cosmopolitodus hastalis Agassiz, 1843
- Рід †Carcharomodus
  - †Carcharomodus escheri Agassiz, 1843
- Рід Isurus Rafinesque, 1810
  - Isurus oxyrinchus Rafinesque, 1810
  - Isurus paucus Guitart-Manday, 1966
  - †Isurus desori Agassiz, 1843
  - †Isurus flandricus Leriche, 1910
  - †Isurus minutus Agassiz, 1843
  - †Isurus nakaminatoensis Saito, 1961
  - †Isurus planus Agassiz, 1856
  - †Isurus praecursor Leriche, 1905
  - †Isurus rameshi Mehrotra, Mishra & Srivastava, 1973
- Рід † Isurolamna Cappetta, 1976
  - †Isurolamna affinis Casier, 1946
  - †Isurolamna bajarunasi Glikman & Zhelezko, 1985
  - †Isurolamna gracilis Le Hon, 1871
  - †Isurolamna inflata Leriche, 1905
- Рід † Karaisurus Kozlov in Zhelezko & Kozlov, 1999
  - †Karaisurus demidkini Kozlov in Zhelezko & Kozlov, 1999
- Рід † Lamiostoma Glikman, 1964
  - †Lamiostoma belyaevi Glikman, 1964
  - †Lamiostoma stolarovi Glikman & Zhelezko in Zhelezko & Kozlov, 1999
- Рід Lamna Cuvier, 1816
  - Lamna ditropis Hubbs & Follett, 1947
  - Lamna nasus Bonnaterre, 1788
  - †Lamna attenuata Davis, 1888
  - †Lamna carinata Davis, 1888
  - †Lamna hectori Davis, 1888
  - †Lamna marginalis Davis, 1888
  - †Lamna quinquelateralis Cragin, 1894
  - †Lamna trigeri Coquand, 1860
  - †Lamna trigonata Agassiz, 1843
- Рід † Lethenia Leriche, 1910
  - †Lethenia vandenbroecki Winkler, 1880
- Рід † Macrorhizodus Glikman, 1964
  - †Macrorhizodus americanus Leriche, 1942
  - †Macrorhizodus nolfi Zhelezko, 1999